# ゆくえしれずつれづれ
ゆくえしれずつれづれ（Not Secured,Loose Ends）は、まれ・A・小町、メイユイメイ、个喆、たかりたからの4人からなる日本のアイドルユニットである。「だつりょく系げきじょう系」をコンセプトに掲げている。

## 概要
「だつりょく系げきじょう系」をヴィジュアルコンセプトに、2015年に結成された。2015年12月23日「凶葬詩壱鳴り feat. ぜんぶ君のせいだ。」1stデジタルシングルをリリースしデビュー。
2016年5月25日に1stミニアルバム「Antino未deology」をリリースし、同年8月24日に1stシングル「六落叫 / ニーチェとの戯曲」をリリース。同年12月7日には1stフルアルバム「ポスト過多ストロフィー」をリリース。
2018年12月7日には神奈川・CLUB CITTA'での単独公演を開催した。

## 略歴

### 2015年
2015年11月、ゆくえしれずつれづれは、だつりょく系げきじょう系アイドルユニットとして誕生。メンバーは想九里倫、◎屋しだれ、まれ・A・小町の3人。
12月23日、「凶葬詩壱鳴り feat. ぜんぶ君のせいだ。」のMVを公開。同曲が1stデジタルシングルとして配信された。

### 2016年
5月25日、1stミニアルバム「Antino未deology」をリリース。体調不良のため活動を停止していた想九里倫と潮賽乃吉が脱退し、新メンバーとして英艶奴と子子子が加入する。
7月7日、東京・下北沢 LIVEHOLICにて「ぜんぶ君のせいだ。× ゆくえしれずつれづれ 2マンLIVE〜ZKSYSTZ〜」が開催された。
7月13日、「新宿シネマコネクション」のMVが公開された。
8月13日、下北沢 LIVEHOLICにてワンマンライブを開催。
8月24日、1stシングル「六落叫 / ニーチェとの戯曲」をリリース。
8月29日、「六落叫」と「ニーチェとの戯曲」のMVが公開された。
11月6日、ぜんぶ君のせいだ。の楽曲「WORLD END CRISIS feat. ◎屋しだれ」に参加。
12月2日、少年がミルクの楽曲「新宿シネマコネクション」のMVにメンバーが出演。
12月6日、「ポストカタストロフ」のMVが公開された。
12月7日、1stフルアルバム「ポスト過多ストロフィー」をリリース。
12月11日、「東名阪ワンマンツアー〜ポスト禍誰ストロフィーTOUR〜」を開催。

### 2017年
2月22日、再録音源「Antino未deology-改式-」をリリース。
3月1日、2ndシングル「MISS SINS」をリリース。
3月5日、7都市ワンマンツアー「MISS SINS TOUR 2017」を開催。
4月17日、少年がミルクの楽曲「CURTAIN CALL」のMVにメンバーが出演。
4月26日、ぜんぶ君のせいだ。の楽曲「ここにおいで」にまれ・A・小町が参加。
5月4日、「無料東名阪ワンマンツアー『pandemic』」を開催。
8月2日、「Loud Asymmetry」のMVが公開された。
8月9日、3rdシングル「Loud Asymmetry」をリリース。
10月9日、東京・TSUTAYA O-nestで行われた「子子子脱退LIVE」にて子子子が脱退。
11月27日、幽世テロルArchitectの楽曲「ユビキリゲンマン」のMVにまれ・A・小町が出演。

### 2018年
1月31日、新メンバー・メイユイメイが加入。
2月3日、全国ツアー「BY THE AVANTGARDE TOUR」を開催。
2月27日、「Paradise Lost」のMVが公開された。
2月28日、4thシングル「Paradise lost」をリリース。
4月20日、コドモメンタルINC.に所属するアーティストが参加したミックスCD「メンタルコドモ」が無料配布された。
5月4日、全国10都市でフリーライブツアー「VAJRA TOUR」を開催。
8月1日、2ndフルアルバム「exFallen」をリリース。
8月3日、東京・WWWで無料ワンマンツアー「VAJRA TOUR」の追加公演を開催。
8月24日、「Phantom Kiss（feat. Fronz from Attila）」のMVが公開された。
9月7日、東京都 TSUTAYA O-Crestにて「英艶奴 脱退LIVE」を開催。英艶奴が脱退した。
9月16日、全国5都市を回るツアー「eclipse tour」を開催。
11月10日、幽世テロルArchitectのメンバーであった个喆が、ゆくえしれずつれづれに移籍することが発表された。
12月7日、神奈川・CLUB CITTA'で単独公演を開催。个喆とたかりたからが加入した。

### 2019年
2月2日、東京・SHIBUYA CYCLONEにて「ゆくえしれずつれづれ緊急ワンマン」を開催。◎屋しだれが脱退。
2月3日、全国ツアー「Unethical Tour」を開催。
4月14日、「Odd eye」のMVが公開された。
4月17日、5thシングル「Odd eye」をリリース。
7月3日、6thシングル「ssixth」をリリース。
9月23日、東名阪ツアー「ININnocent tour」を開催。
10月23日、再録アルバム「BrightDark」リリース。

### 2020年・2021年
2020年1月8日、再録アルバム「DarkBright」リリース。
3月25日、7thシングル「Still Roaring / REDERA」をリリース。
3月26日、「Still Roaring」のMVが公開された。
7月25日、無料ワンマンツアー「Overdestrudo TOUR 2020」を開催。
7月26日、「Wish/」のMVが公開された。
8月26日、3rdフルアルバム「paradox soar」をリリース。
11月29日、東名阪緊急ワンマンLIVEにて翌2021年1月2日に開催される『ゆくえしれずつれづれ ONEMAN LIVE〜The Scream』を最後に解散することを発表。
翌2021年1月2日、上記ライブをもって解散。約5年の活動を終えた。
解散後、メイユイメイと个喆はぜんぶ君のせいだ。が2021年1月11日に東京・shibuya eggmanで開催した47都道府県全国ツアー「re:voke tour for 47」の“Day26 如月愛海生誕SP”公演のアンコールでぜん君。に加入した。

## メンバー
| 名前          | 名前           | 備考                                                                                     |
| ------------- | -------------- | ---------------------------------------------------------------------------------------- |
| まれ・A・小町 | まれえーこまち | 「路しと」として活動していた                                                             |
| メイユイメイ  | めいゆいめい   | 現在は「Not Secured,Loose Ends(ゆくえしれずつれづれ)」のオリジナルメンバーとして活動再開 |
| 个喆          | こてつ         | 現在はX(Twitter)で「• ̫ •🧋」名義で活動中                                                 |
| たかりたから  | たかりたから   | 現在は「NEO JAPONISM」の「泉なお」として活動中                                           |

## 元メンバー
| 名前      | 名前             | 在籍期間               | 備考                                      |
| --------- | ---------------- | ---------------------- | ----------------------------------------- |
| 想九里倫  | おもくりりん     | 2015年11月 - 2016年1月 |                                           |
| 潮賽乃吉  | しおさいのきち   | 2016年2月 - 2016年4月  |                                           |
| 子子子    | こここ           | 2016年5月 - 2017年10月 |                                           |
| 英艶奴    | あなたつやめ     | 2016年5月 - 2018年9月  |                                           |
| ◎屋しだれ | ふたまるやしだれ | 2015年11月 - 2019年2月 | hikage(Vo.) 現在は「swancry」として活動中 |

## 出演

### ラジオ
GIRLS▼GIRLS▼GIRLS＝コドモメンタルRADIO＝水曜日、2017年7月5日 - 2020年6月24日、2019年4月）